# 통영구치소
통영구치소는 대한민국의 구치소이다. 경상남도 통영시 용남면 용남해안로 277 에 위치하고 있다. 경상남도 관내에 있는 교정시설 수용자가 대한민국 대법원에 상고심 상소를 제기하면 미결 수용자 신분으로 이송 되어 수용되는 시설이다. 수용인원이 상대적으로 적고 시설이 최근에 설치되어 수용 환경이 좋다. 인근에 창원지방법원 통영지원과 창원지방검찰청 통영지청이 있다.